# Crkva sv. Marka u Zagrebu
Crkva svetoga Marka jedan je od najstarijih građevnih spomenika grada Zagreba, a smještena je na Trgu svetoga Marka, kao i Hrvatski sabor. Crkva sv. Marka Evanđelista zaštićeno je kulturno dobro Republike Hrvatske.

## Opis crkve
Crkva sv. Marka u Zagrebu jedna je od najstarijih zagrebačkih građevina, što potvrđuju romanički elementi nađeni na pročelju crkve. Što se tlocrtne dispozicije tiče, crkva sv. Marka trobrodna je dvoranska građevina s trolisnim zaključkom na istoku. Unutrašnjost crkve podijeljena je na brodove četirima masivnim oblim stupovima. U crkvu se može ući kroz zapadni i južni portal. Uz sjeveroistok crkve nalazi se zvonik kvadratne osnove. Zapadno od zvonika nalazi se sakristija, a do nje kapela sv. Fabijana i Sebastijana, u koju se može ući i s vanjske strane. Izgrađena je kao trobrodna dvoranska građevina u 14. stoljeću, kao gradečka župna crkva. Župa se spominje 1261. godine. Ima lijep portal, a prije je ispred njega bio stup srama, gdje su vezali ljude i izvršavali kazne koje je izrekao gradski sud. Prepoznatljiva je po raznobojnom zvoniku i krovu (A. Macetti i Machiedo), na kojem su grbovi grada Zagreba i grb Trojedne kraljevine Hrvatske, Slavonije i Dalmacije, baroknoj lukovici i skladnom južnom pročelju na kojem je figuralno najbogatiji gotički portal u Hrvatskoj.
Hrvatsko-ugarski kralj Bela IV. dozvolio je održavanje sajmova na Trgu sv. Marka i ispred same crkve. Ispred nje je Ambroz Matija Gubec, koji je bio vođa seljačke bune, okrunjen užarenom željeznom krunom. Osnovna struktura Gornjega grada izgrađena je u 13. stoljeću. Zbog požara i potresa taj je dio grada u nekoliko navrata u cijelosti ponovno izgrađen tako da je danas vrlo teško odrediti njegov originalni izgled.
Neogotička vanjština crkve rezultat je obnove u posljednjoj četvrtini 19. stoljeća (1876. – 1882. god.), koja je povjerena bečkomu restauratoru gotičkih crkava, arhitektu Friedrichu von Schmidtu. Prema njegovim planovima zahvat je izveo njegov suradnik Hermann Bollé. Tada je i napravljen čuveni krov od ocakljenih crijepova s grbom Trojedne kraljevine Hrvatske, Slavonije i Dalmacije na lijevom dijelu krova i grbom grada Zagreba na desnom dijelu krova.
Unutrašnjost crkve nanovo je renovirana u vremenu između 1923. i 1924. godine, a u vremenu između 1936. i 1938. godine u sakristiji je izgrađena kapelica. Crkva je poznata i po skulpturama koje je izradio kipar Ivan Meštrović (na glavnom oltaru "Raspeti Krist", a na pobočnom oltaru sv. Marije "Madona s Isusom"). Neke od ljepših fresaka naslikao je Jozo Kljaković ("Propovijed gori", 1923. godine, "Splitski sabor s Grgurom Ninskim"), a ulja na platnu djelo su Ljube Babića. Crkva je zbog starosti bila ponovno predmet preuređenja 90-ih godina 20. stoljeća, sve u cilju zadržavanja njezine autentičnosti i ljepote te prepoznatljivosti njezinog krova kao simbola Zagreba, a u novije vrijeme i simbola slobodne i neovisne Republike Hrvatske. Dana 29. ožujka 2009., svečano je proslavljeno dovršenje obnove crkve, započeto 25 godina ranije.

### Orgulje
Tradicija orguljanja u Sv. Marku seže još od 14. stoljeće, točnije 1359. godine, kada se u spisima spominje orguljaš Nikola, što je ujedno i prvi pisani spomen orgulja i orguljaša u Hrvatskoj. Orgulje koje su do  2010. godine bile u crkvi potječu iz 1890., kada je postavljen mehanički instrument Ferde Heferera, a već 1936. njegov nasljednik, August Faullend-Heferer, prema dispoziciji koju je načinio Franjo Dugan, postavlja novi, moderniji instrument. „Količina preinaka izvršenih od strane Augusta Faullenda-Heferera toliko je velika i značajna, a materijal iz 1890. u najvećem dijelu uklonjen, te je naše stručno mišljenje kako se predmetne orgulje imaju smatrati potpuno novim instrumentom koji datira iz 1936. kao Faullendov opus 247“, istaknuli su akademik Anđelko Klobučar (glavni orguljaš Zagrebačke katedrale), Ante Knešaurek (glavni orguljaš Bazilike Srca Isusova u Zagrebu i docent na Muzičkoj akademiji u Zagrebu), Pavao Mašić (glavni orguljaš Crkve sv. Marka ev. u Zagrebu) i Juraj Kolarić (predstojnik Vijeća za kulturna dobra Zagrebačke nadbiskupije) u zajedničkom stručnom mišljenju zatraženu u veljači 2010. godine od strane Uprave za zaštitu kulturne baštine Ministarstva kulture. 
Tijekom godina svi popisani nedostatci produbljivali su probleme orgulja u Crkvi sv. Marka. Stoga se, uz veliku potporu i zalaganje župnika Franje Prsteca te u suradnji s mjerodavnim konzervatorskim uredom, službama Ministarstva kulture mjerodavnima za kulturna dobra, ali i temeljem mišljenja struke, došlo do zaključka kako je najbolje rješenje gradnja novoga instrumenta, uz zadržavanje postojećega kućišta, koje treba obnoviti. Projekt gradnje novoga instrumenta povjeren je radionici Eisenbarth iz Passaua. Sve svirale i ostali dijelovi izrađeni su ručno. Taj iznimno složen proces rezultira montiranjem čitavoga instrumenta u radionici, gdje se još jednom nadzire ispravnost svih dijelova. Potom se demontira i prevozi u crkvu, gdje slijedi montaža i intonacija svake pojedine svirale, što je iznimno složen i dugotrajan proces, jer se glasnoća i boja svake svirale trebaju prilagoditi određenomu crkvenomu prostoru. Prema Mašićevim riječima radi se o „srednjem prema većem instrumentu s 3 manualima, pedalom i 41 registrom (6 registara većim od dosadašnjeg), mehaničke trakture i najsuvremenijih pomagala, materijala te najviše kvalitete u izvedbi instrumenta. Dispoziciju novih orgulja zajednički su načinili Ante Knešaurek i Pavao Mašić, u suradnji s akademikom Anđelkom Klobučarem, najboljim ekspertom po pitanju orguljske registracije u Hrvatskoj. Sva trojica bili su mišljenja da se dispozicija novih orgulja koncipira u francuskom stilu te se na taj način orguljski pejzaž Zagreba, ali i Hrvatske, obogati do sada nedostajućim ili rijetkim francuskim tipom instrumenta. U dispoziciji se vodilo računa da uz dovoljan broj temeljnih, osamstopnih registara bude njima proporcionalan odnos jezičnih i alikvotnih registara, koji su zaslužni za konačnu gradaciju prepoznatljivoga orguljskoga zvuka, koji u svim svojim segmentima nudi ujednačenu zvučnu sliku. Na žalost, upravo je po tom pitanju dosadašnji instrument pokazivao svoje najveće mane.“ Cijena čitavoga projekta iznosila je 450.000 eura te je financiran isključivo sredstvima župe i donatora. Nove orgulje posvećene su i javnosti predstavljene 8. svibnja 2011. uz svečanu misu i svečanu kolaudaciju novih orgulja, na kojima su zasvirali orguljaši Ante Knešaurek, Alen Kopunović Legetin i Pavao Mašić.
Dispozicija:
| I. manual (Grand Orgue) C–c4 |              |        |
| 1.                           | Bourdon      | 16′    |
| 2.                           | Montre       | 8′     |
| 3.                           | Flûte grande | 8′     |
| 4.                           | Bourdon      | 8′     |
| 5.                           | Gambe        | 8′     |
| 6.                           | Prestant     | 4′     |
| 7.                           | Flûte        | 4′     |
| 8.                           | Quinte       | 2 2/3′ |
| 9.                           | Doublette    | 2′     |
| 10.                          | Cornet V     |        |
| 11.                          | Fourniture V | 1 1/3′ |
| 12.                          | Trompette    | 8′     |

| II. manual (Positif expressif) C–c4 |              |        |
| 13.                                 | Bourdon      | 8′     |
| 14.                                 | Quintade     | 8′     |
| 15.                                 | Prestant     | 4′     |
| 16.                                 | Flûte douce  | 4′     |
| 17.                                 | Nazard       | 2 2/3′ |
| 18.                                 | Doublette    | 2′     |
| 19.                                 | Tierce       | 1 3/5′ |
| 20.                                 | Larigot      | 1 2/3′ |
| 21.                                 | Cromorne     | 8′     |
| 22.                                 | Voix humaine | 8'     |
|                                     | Tremblant    |        |

| III. manual (Récit expressif) C–c4 |                      |        |
| 23.                                | Violon-Celle         | 16′    |
| 24.                                | Diapason             | 8′     |
| 25.                                | Flûte harmonique     | 8′     |
| 26.                                | Cor de nuit          | 8′     |
| 27.                                | Gambe                | 8′     |
| 28.                                | Voix celeste         | 8′     |
| 29.                                | Flûte octaviante     | 4′     |
| 30.                                | Viole                | 4′     |
| 31.                                | Octavin              | 2′     |
| 32.                                | Plein jeu V          | 2 2/3' |
| 33.                                | Cor anglais          | 16′    |
| 34.                                | Trompette harmonique | 8′     |
| 35.                                | Hautbois             | 8′     |
| 36.                                | Clairon              | 4'     |
|                                    | Tremblant            |        |

| Pedal C–g1 |               |     |
| 37.        | Principal     | 16′ |
| 38.        | Principal     | 8′  |
| 39.        | Soubbasse     | 16′ |
| 40.        | Basse ouverte | 8′  |
| 41.        | Bombarde      | 16′ |
| 42.        | Trompette     | 16′ |

Spojevi: III-II, III-I, II-I, III-P, II-P, I-P, Sup III-II, Sup III-I, Sup III, Sub III-II, Sub III-I, Sub III.

## Osnutak župe sv. Marka i izgradnja crkve
Proglašenje Gradeca slobodnim kraljevskim gradom od strane kralja Bele IV. 1242. godine nije odmah podrazumijevalo i vlastitu župu, pa je župna crkva i dalje bila crkva sv. Margarete u Ilici, koja je bila pod biskupskom jurisdikcijom. Osamostaljenjem župe 1261. godine osnovana je župa sv. Marka. Crkva sv. Marka izgrađena je vjerojatno sredinom 13. stoljeća, s obzirom na to da se spominje sajam povodom blagdana sv. Marka 1256. godine, koji je po srednjovjekovnom običaju vjerojatno bio smješten u blizini crkve. U prilog toj pretpostavci ide i romanički prozor na pročelju crkve, otkriven tijekom konzervatorsko-restauratorskih intervencija 1970-ih.  Međutim, postoji mogućnost da je ovdje postojala i starija crkva, jer je tijekom arheoloških iskopavanja 2005. i 2006. godine otkriveno groblje koje datira od XI. do XVI. stoljeća.
Tijekom 14. i 15. stoljeća, postojeća je crkva opsežno obnovljena u gotičkom duhu. Tada su vjerojatno zbog svođenja crkve postavljeni kontrafori, a moguće da je izgrađeno i svetište, sjeverna poligonalna apsida, kao i zvonik. U časopisu Vienac iz 1875. godine, uoči Schmidtove obnove crkve, spomenuto je da je prvo u 13. stoljeću bila izgrađena središnja apsida crkve, a da su tek nešto kasnije prizidane sjeverna i južna apsida, trobrodno tijelo crkve, te 1492. godine i sakristija.  Kapela sv. Fabijana i Sebastijana, kao i sakristija, vjerojatno je bila izgrađene u drugoj polovici 15. stoljeća. Iz kapele potječe nadgrobna ploča župnika Franje Polara iz 1472. godine. No, uskoro se spominje rušenje kapele, odnosno moguće premještanje prema zapadnom kraju u svrhu proširenja sakristije. Tada je vjerojatno u kapelu ugrađen gradečki grb iz 1499. godine. Vrata sakristije iz 15. stoljeća danas se čuvaju u Muzeju grada Zagreba. 
Iz vremena gotizacije crkve potječe i južni portal crkve. Od dva postojeća portala crkve sv. Marka, južni je onaj reprezentativni, unatoč tome što se crkva proteže u uobičajenom smjeru istok-zapad. Ovaj figuralno najbogatiji gotički portal u Hrvatskoj, čini petnaest skulptura raspoređenih u jedanaest niša, i to jedanaest gotičkih skulptura načinjenih od kamena i četiri drvene barokne skulpture. Skulpture prikazuju Bogorodicu s Djetetom, Krista, patrona crkve sv. Marka i apostole.  Gotičku dataciju potvrdila su i istraživanja 1949. godine, kada je utvrđeno da portal ima nekoliko slojeva boje, od kojih prvi potječe iz razdoblja gotike, kao i drugi sloj boje.  Taj se portal često pripisuje praškoj radionici Parlera ili se barem priznaje utjecaj te radionice u izvedbi ovog portala. 

## Obnove i intervencije

### Renesansno-barokne obnove
Crkva sv. Marka često je bila na udaru potresa i požara, a ponajviše njezin zvonik. U najstarijem zabilježenom potresu na području Zagreba, u ožujku 1502. godine, srušio se zvonik crkve. Obnova zvonika završila je tek krajem 1580-ih godina, a tada je popravljeno i krovište crkve. Prilikom istraživanja provedenih na južnom portalu crkve 1949. godine, otkriveno je da južni portal ima nekoliko slojeva boje, te da je treći sloj boje renesansni, vjerojatno nastao u sklopu obnove crkve nakon potresa u 16. stoljeću.  
Nakon požara u ožujku 1645. godine izgorio je drveni krov crkve, svodovi su bili ili oštećeni ili porušeni, te je djelomično stradao i zvonik. Obnova crkve je jednim dijelom započela nedugo nakon požara, no obnova zvonika započela je tek 1659. godine. Te je godine sklopljen ugovor s klesarom Dionizijem Philippijem, a iduće s graditeljem Antunom Macettom, kojega su nakon smrti naslijedili sin Bartol i graditelj Silvestar Donati.  Po završetku radova na crkvi izbio je još jedan požar u lipnju 1674. godine, prilikom kojega se zvonik crkve srušio do polovice, a jako je stradao i ostatak crkve. Osamdesetih godina 17. stoljeća pristupilo se obnovi pročelja crkve, tijekom koje su oni oštećeni šiljato zaključeni prozori zamijenjeni prozorima sa segmentnim zaključcima. Tada su i skulpture južnoga portala iznova obojene, a vjerojatno je obnovljeno i krovište crkve. Obnova zvonika započela je 1690.-ih, a završena je u prvom desetljeću 18. stoljeća. Za nju je opet bio zadužen Bartol Macetto. Godine 1725. na vrh zvonika postavljena je lukovičasta kapa. Crkva je tada vjerojatno dobila i novi krov od crijepa.  
Još jedan požar dogodio se 1707. Godine, a u njemu su izgorjeli krov i glavni oltar crkve sv. Marka, a također su stradala zvona i sat.  Natpis na prvome katu zvonika spominje 1775. godinu, po čemu se može zaključiti da je i tada bilo radova na zvoniku, a to je moguće i na ostatku crkve. Tijekom te je obnove zvonik ožbukan, obojen bijelom bojom, te crno naglašenim obrubima oko arhitektonskih elemenata, kao što su vijenac i ugaoni kvadri. Iz 17. ili 18. stoljeća potječu i četiri drvene polikromirane skulpture južnoga portala. 
Unutrašnjost crkve obnavljana je više puta tijekom 17. i 18. stoljeća, pa je tako, osim obijeljenjih zidova i stupova, crkva dobila i zidanu propovjedaonicu, kor, novo popločenje, a višekratno su se mijenjali i oltari te ostali crkveni namještaj. Barokni inventar izbačen je iz crkve tijekom obnove Schmidta i Bolléa. Dijelovi nekih oltara iz 18. stoljeća danas su izloženi u Muzeju grada Zagreba, a jedini u potpunosti sačuvan oltar, oltar Obraćenja sv. Pavla, čuva se u Hrvatskom povijesnom muzeju.  Kripte unutar crkve prvi se put spominju 1700. godine, a tijekom godina rastao je njihov broj. Zadnji ukopi u crkvi zabilježeni su u prvoj polovici 19. stoljeća. 

### Obnove u prvoj polovici 19. stoljeća
Crkva sv. Marka u prošlosti je često bila na meti onih koji su smatrali da bi se trebala porušiti, a neki od argumenata bili su nedovoljna prostranost crkve i potreba da se izgradi veća crkva, njezin nepodoban smještaj na trgu, te upotreba materijala za izgradnju novih objekata. Rušenje se prvi put predložilo 1771. godine u svrhu izgradnje prostranije crkve na istome trgu.  Do kraja 18. stoljeća bilo je još nekoliko inicijativa za rušenje crkve sv. Marka, a sličnih je prijedloga bilo i u 19. stoljeću. Ponovni prijedlozi za rušenje javili su se i 1860-ih godina, međutim, odlučeno je da bi se crkva trebala obnoviti. 
Osim neprestanih inicijativa za rušenje crkve, javile su se i inicijative za obnovu. Župnik Josip Karavčić 1813. predložio je obnovu barokne kupole zvonika. Zvonik je dobio novu kupolu tek 1841. godine, o čemu svjedoči i godina upisana na njoj, a godinu dana kasnije obnovljen je i krov crkve. Arhitekt Bartol Felbinger 1811. godine napravio je nacrt za zvonik, ali obnova zvonika očito nije bila izvedena. No, ono što je izvedeno po Felbingerovom projektu jest klasicistički zapadni portal, koji je bio omeđen dvama stupovima sa svake strane, te nadvišen ravnom gredom iznad koje je bio dvostruki pravokutni prozor. Taj je portal, kao i cijelo zapadno pročelje, preoblikovan tijekom Schmidt-Bolléove obnove.  

### Schmidt-Bolléova obnova
„Restauracija crkve sv. Marka u Zagrebu prva je sveobuhvatna historicistička restauracija izvedena na području tadašnje Banske Hrvatske.“ Ova je obnova crkvi dala neogotički izgled, kakav i danas znamo. Obnovu je započeo Friedrich Schmidt 1876. godine, a kasnije nastavio Herman Bollé. Neogotički izgled crkve sv. Marka većim je dijelom produkt Schmidtove zamisli, s obzirom na to da je od Bolléovih projekata otkriven samo onaj za jedan prozor, ali je najvjerojatnije unutrašnja oprema rađena po Bolléovom navođenju, kao i pročelna rustika crkve. 
Prema Schmidtovom prijedlogu iz 1875. bilo je potrebno ukloniti sakristiju i kapelu sv. Fabijana i Sebastijana, napraviti veće pjevalište i novo stubište koje vodi u zvonik, spustiti razinu poda crkve i podignuti krov koji bi zatvarao uži luk, napraviti šiljato zaključene prozore ukrašene vitrajima, te polukružnu južnu apsidu preoblikovati u poligonalnu. Također je bilo predviđeno i uklanjanje baroknih oltara, te postavljanje novih mramornih oltara.  Zapadno pročelje trebalo je preoblikovati tako da se prigradi predvorje s novim portalom iznad kojega bi bio kip zaštitnika crkve, sv. Marka, a na svakoj strani pročelja bio bi po jedan prozor zaključen šiljatim lukom.  U južni portal Schmidt nije previše zadirao, pa je u prijedlogu iznio ideju da se nad postojećim portalom podigne zabat s gotičkim prozorom. Tijekom izvedbe radova djelomično se odstupilo od prvobitnog projekta, pa je tako primjerice izvedena pojednostavljena verzija zapadnog portala koji i danas možemo vidjeti, a odstupilo se i od izvedbe kruništa zvonika s tornjićima na uglovima, te galerijom smještenom poniže njega.  Iako na projektu iz 1875. nije prikazano novo šareno krovište, crkva se 1878. pokrila šarenim crijepom s motivima grba Kraljevine Hrvatske, Slavonije i Dalmacije i grba njezine prijestolnice, grada Zagreba, te motivom hrvatskoga narodnog veziva.  Tijekom ove obnove južni portal crkve nanovo je obojen, što čini peti sloj boje. 
Crkva sv. Marka stradala je u potresu 9. studenog 1880., no s manjim posljedicama nego neke druge zagrebačke građevine. Svodovi i zidovi su popucali, a ponajviše su stradali zapadni zid i svod iznad orgulja.  Prilikom obnove 1881. pronađene su srednjovjekovne freske, koje su uklonjene, a crkva je ukrašena dekorativnim oslikom Franza Schäffera, kao i figurativnim scenama i medaljonima E. Novaka i F. Quiquereza. Obnova je završila 1882., a crkva je posvećena 29. listopada 1882. 

### Intervencije između dva svjetska rata
Intervencije su se svele na građevinske radove izvedene većinom 1936. – 1937. godine, kao i na dekorativno opremanje unutrašnjosti koje je započelo 1920-ih, a završilo početkom četvrtoga desetljeća 20. stoljeća. Vlaga u crkvi se sanirala, otkopane su i očišćene grobnice, te je snižena razina poda, koji se i popločio, ziđe i stupovi su se popravili, a donji dijelovi ziđa obloženi su kamenom. Osuvremenio se sustav grijanja, ventilacije i osvjetljenja, a postavljeni su i novi vitraji. Nastojalo se ukloniti i zamijeniti novima neke elemente Schmidt-Bolléove obnove. Jedan od primjera je masivno pjevalište koje je zamijenjeno novim, čiji je projekt napravio Lavoslav Horvat. Također se na mjestu sakristije ponovno uspostavila kapela sv. Fabijana i Sebastijana koja je tijekom prošle obnove bila uklonjena. Iako su radovi još bili u toku, crkvu je posvetio nadbiskup Alojzije  Stepinac 21. prosinca 1937. 
Za likovni aspekt ove obnove pobrinuli su se istaknuti hrvatski umjetnici: Jozo Kljaković, Ljubo Babić i Ivan Meštrović. Jozo Kljaković oslikao je unutrašnjost crkve biblijskim i hrvatskim povijesnim temama u tri faze. U prvoj je fazi (1922. – 1924.) oslikao sjeverni zid broda „Krštenjem Kristovim“, „Propovijedi na gori“ i „Uskrsnućem Lazarevim“, te zid iznad južnog portala freskom „Mojsije prima Božje zapovijedi“.  U drugoj fazi (1936. – 1937.) oslikao je južni zid crkve četirima starozavjetnim prorocima, te apside crkve „Navještenjem“, „Poklonstvom pastira“, „Bičevanjem“, „Polaganjem u grob“, „Uskrsnućem Kristovim“ i „Trijumfom sv. Euharistije“. U posljednjoj fazi (1940.) oslikao je kapelu sv. Fabijana i Sebastijana Kristovim raspećem s četirima evanđelistima i svetim Fabijanom, Sebastijanom, Florijanom, Rokom i biskupom Kažotićem. Uz to je načinio i freske „Zvonimirova prisega“, „Splitski sabor“ i „Pokrštenje Hrvata za kneza Višeslava“. U početku je za oslikavanje zidova zadužen bio i Ljubo Babić, no kako nije bio zadovoljan svojim radovima uništio ih je, ali je crkvenom inventaru pridonio svojim uljima na platnu – „Raspeće Kristovo“, „Skidanje s križa“ i „Hrvatski Božić“. Ivan Meštrović bio je zadužen za skulpturalno opremanje unutrašnjosti crkve djelima od kamena i bronce. Za glavnu je apsidu napravio veliko Raspeće, pričesnu ogradu s hrvatskim pleterom, kamenu stolicu i reljef zagrebačkoga grba i reljef sv. Marka. Također je napravio i propovjedaonicu s reljefom orla. Za sjevernu je apsidu napravio brončanu „Pietu“, kameni oltar s reljefom „Mrtvi Krist“ i malo raspelo. Za južnu je apsidu napravio brončano „Prijestolje mudrosti“, poznatije kao „Hrvatska Bogorodica“, kao i oltar s reljefom anđela svirača. U kapelu sv. Fabijana i Sebastijana smjestio je krstionicu s prikazom Kristova krštenja, uz oltare s reljefima „Navještenje“, „Rođenje“ i „Prikazanje u Hramu“. 

### Konzervatorsko-restauratorske intervencije od druge polovice 20. stoljeća i početkom 21. stoljeća
„U kronologiji zagrebačke crkve sv. Marka, vrijeme od kraja šezdesetih godina 20. stoljeća do danas, može se smatrati razdobljem kontinuirane dugotrajne obnove, unatoč tomu što su radovi provođeni u kraćim ili duljim vremenskim razmacima.“  Radove je većinom provodio Restauratorski zavod Hrvatske, odnosno Hrvatski restauratorski zavod. Između 1967. i 1976. izveli su se nužni popravci dotrajalih dijelova crkve, a radovi su većinom bili orijentirani na pročelja crkve. Provedeno je učvršćivanje zidne strukture, zamjena oštećenih klesanih dijelova, žbukanje, ličenje i dr. Međutim, možda su najvažnija nova saznanja o crkvi koja su uslijedila tijekom tih intervencija. Skidanjem žbuke s pročelja pronađeni su kameni ulomci iz ranijih faza crkve, poput romaničkog prozora na južnom pročelju, te prvih kontrafora na zapadnom pročelju.  Između 1980. i 1988. provedene su intervencije na zidnom osliku u unutrašnjosti crkve oštećenom zbog djelovanja vlage. U kapeli sv. Fabijana i Sebastijana intervencije su obuhvatile i sanaciju te učvršćivanje oštećenih kamenih elemenata svoda. Intervencije na zvoniku zabilježene su još 1969., a nastavile su se u većim vremenskim razmacima sve do 1990-ih. Osim sanacije, istraživanja slikanih i žbukanih slojeva te konstrukcijskih obilježja, provedeni su tesarski, limarski, klesarski i drugi radovi. Zvonik se ožbukao i oličio krajem 1994. Iako je još početkom 1970-ih utvrđeno oštećenje krovišta crkve, radovi su se sljedećih dvadesetak godina svodili samo na nužne intervencije. Lošem stanju krovišta pridonijelo je i raketiranje Banskih dvora u listopadu 1991., prilikom čega je stradala i crkva sv. Marka. Crijep se nakon toga pretresao; onaj u dobrome stanju je zadržan, a onaj oštećeni zamijenjen je novim. Glazirani crijep u boji za crkvu je izradila mađarska tvornica Zsolnay. Radovi na konstrukciji i pokrovu krovišta crkve završeni su krajem 2002. godine. Intervencije na zapadnome portalu trajale su od početka 1990-ih, pa sve do 2006. godine. Na južnome su portalu još 1949. provedene intervencije, međutim, ti radovi nisu dovršeni. Sedamdesetih godina 20. stoljeća pristupilo se ponovnim istraživanjima i zahvatima, koji su se u vremenskim intervalima odužili sve do 2009. godine, kada su faksimili skulptura, koje su bile demontirane zbog zahvata i Domovinskog rata, postavljeni na portal. Originali se čuvaju u kapeli sv. Fabijana i Sebastijana.  Ponovna obnova pročelja crkve započeta je 2008. godine. Intervencije su trajale do 2010. godine, a vodio ih je Gradski zavod za zaštitu spomenika kulture i prirode. Na pročeljima su se istaknuli stariji elementi otkriveni 1970-ih, a također je na jednom dijelu otkrivena i opeka kako bi se prezentirala građa zida. 
U australskom glavnom gradu Canberri, u zelenom parku Cockington, izletištu s brojnim replikama poznatih građevina, nalazi se i umanjena replika zagrebačke crkve sv. Marka. Izgradnju je novčano omogućilo hrvatsko veleposlanstvo u Australiji, a za njenu je izgradnju bilo potrebno 83 dana (2000 sati). Svih 45.000 crjepova na krovu replike postavljeno je ručno, a replika je svečano otvorena 8. listopada 2016., na blagdan hrvatske neovisnosti.
Crkva je oštećena u dva potresa koja su 2020. godine pogodila središnju Hrvatsku. Najprije je crkva stradala u zagrebačkom potresu koji se dogodio 22. ožujka, a jača oštećenja su nastala tijekom potresa gdje je epicentar bio nedaleko Petrinje.

## Galerija slika
- Pogled na crkvu i trg sv. Marka iz zraka
- Grbovi Trojedine Kraljevine Hrvatske, Dalmacije i Slavonije te grada Zagreba od crijepa u boji.
- Zvonik crkve Svetog Marka
- Zapadni portal
- Unutrašnjost crkve
- Hrvatska Bogorodica (Ivan Meštrović)
- Veliko Raspelo (Meštrović)
- Uskrsnuće Kristovo (Ljubo Babić)
- Crkva sv. Marka unutrašnjost - klupa
- Crkva sv. Marka unutrašnjost - luster
- Crkva sv. Marka unutrašnjost - prednja strana
- Crkva sv. Marka unutrašnjost - stražnja strana

## Vanjske poveznice
|  | Zajednički poslužitelj ima još gradiva o temi Crkva Svetog Marka |